# بخش احمدآباد (هند)
بخش احمدآباد (به انگلیسی: Ahmedabad district) یک بخش در هند است که در گجرات واقع شده‌است. بخش احمدآباد ۸٬۱۰۷ کیلومتر مربع مساحت و ۷٬۰۵۹٬۰۵۶ نفر جمعیت دارد.